# Apseudes agulhensis
Apseudes agulhensis är en kräftdjursart som beskrevs av Barnard 1920. Apseudes agulhensis ingår i släktet Apseudes och familjen Apseudidae. Inga underarter finns listade i Catalogue of Life.